# Лучевая болезнь
Лучева́я боле́знь — заболевание, возникающее в результате воздействия различных видов ионизирующих излучений и характеризующееся симптоматикой, зависящей от вида поражающего излучения, его дозы, локации источника излучения, распределения дозы во времени и теле живого существа (например, человека). Опасные последствия лучевой болезни: тяжёлый иммунодефицит и, как следствие, оппортунистические инфекции, нарушения в работе органов кроветворения, из-за чего нарушается функционирование всех внутренних органов, при больших дозах возникает полиорганная недостаточность. 
Лучевую болезнь не следует путать с местными лучевыми повреждениями, вызванными ионизирущим излучением (к примеру: лучевая реакция, лучевой ожог, лучевой дерматит (L58, L59), лучевая язва, лучевой гепатит, лучевой пневмонит (J70.0), радиационный фиброз лёгкого (J70.1), пострадиационный кифоз (M96.2), пострадиационный сколиоз (M96.5), радиационный остеонекроз челюсти (K10.2), радиационный мукозит ротовой полости (K12.3), радиационный гастроэнтерит и колит (K52.0), радиационный проктит (K62.7), лучевой цистит (N30.4) и т. д.). При других патологиях, причиной которых в конкретном случае было воздействие ионизирующего излучения, в МКБ-10 предусмотрены дополнительные шифры W88, Y63.2, Y63.3, Z57.1.
У человека лучевая болезнь может быть обусловлена внешним облучением или внутренним — при попадании радиоактивных веществ в организм с вдыхаемым воздухом, через желудочно-кишечный тракт или через кожу и слизистые оболочки, а также в результате инъекции.
Общие клинические проявления лучевой болезни зависят, главным образом, от полученной суммарной дозы радиации. В зависимости от степени облучения за единицу времени развивается либо острая лучевая болезнь (большие дозы за короткий промежуток времени), либо хроническая (небольшие дозы в течение длительного периода времени либо дробно, вследствие накопления эффекта воздействия радиации в клетках).

## Острая лучевая болезнь
Острая лучевая болезнь (ОЛБ) развивается в результате относительно равномерного облучения в дозе более 1 Гр (100 рад) в течение короткого промежутка времени.
Дозы до 1 Гр (100 рад) вызывают относительно лёгкие изменения, которые могут рассматриваться как состояние предболезни. Дозы свыше 1 Гр вызывают костно-мозговую или кишечную формы острой лучевой болезни различной степени тяжести, которые зависят, главным образом, от поражения органов кроветворения. Дозы однократного облучения свыше 10 Гр считаются абсолютно смертельными.

## Хроническая лучевая болезнь
Хроническая лучевая болезнь (ХЛБ) — развивается в результате длительного непрерывного или фракционированного облучения организма в дозах 0,1—0,5 Гр/сут при суммарной дозе, превышающей 0,7—1 Гр.
ХЛБ при внешнем облучении представляет собой сложный клинический синдром с вовлечением ряда органов и систем, периодичность течения которого связана с динамикой формирования лучевой нагрузки, т. е. с продолжением или прекращением облучения.
Своеобразие хронической лучевой болезни состоит в том, что в активно пролиферирующих тканях, благодаря интенсивным процессам клеточного обновления, длительное время сохраняется возможность морфологического восстановления тканевой организации. В то же время такие стабильные системы, как нервная, сердечно-сосудистая и эндокринная, отвечают на хроническое лучевое воздействие сложным комплексом функциональных реакций и крайне медленным нарастанием незначительных дистрофических изменений.
Хроническая лучевая болезнь впервые была изучена и диагностирована в 1950-х годах у работников ПО «Маяк» и жителей прибрежных населённых пунктов реки Теча.
Классификация ХЛБ по степени тяжести:
- I, лёгкая — незначительные сдвиги в картине крови, функциональные обратимые изменения сердечно-сосудистой системы и ЖКТ, приводит к раннему старению организма;
- II, средняя — выраженные прогрессирующие сдвиги в картине крови, изменения сердечно-сосудистой системы, ЖКТ, эндокринных органов. Возможно смертельные исходы вследствие инфекционных осложнений;
- III, тяжёлая — прогрессирующие необратимые изменения со стороны всех органов и систем организма, алопеция. Смерть наступает вследствие инфекционных осложнений.

Лучевой болезнью острой и хронической болеют также и другие млекопитающие, но в зависимости от видовой принадлежности различаются дозы облучения, приводящие к развитию заболевания, — по умолчанию в статье описывается применительно к человеку.
Хроническое воздействие ионизирующего излучения на протяжении нескольких лет в суммарной дозе 0,1—0,5 Зв в год проявляется понижением неспецифической резистентности макроорганизма у некоторых лиц и выявляется при эпидемиологическом обследовании групп популяций, т. е. стохастический. При дозе выше 0,3 Зв в год увеличивается число возникновения катаракт. Стохастические эффекты от малых доз зависят от суммарной коллективной дозы и не возникают гарантированно у каждого индивидуума, подвергшегося определённой дозе облучения, но отмечается повышение частоты возникновения (количества людей, у которых возникают) в выборке подвергшихся одинаковой дозе облучения, что обусловлено различием участков облучения тела, разной радиорезистентностью организмов, от их функционального состояния в момент облучения (стр. 52-61 1988 г.)).

### Хроническая лучевая болезнь вследствие равномерного внешнего облучения
Заболевание обычно развивается через 2—5 лет от начала облучения. Клинико-морфологические проявления развиваются медленно и постепенно прогрессируют. При суммарной дозе до 1,0—1,5 Гр заболевание не развивается, при облучении в дозе от 1,0—1,5 до 4—5 Гр возникают лёгкие и среднетяжёлые формы болезни. Суммарная доза более 4—5 Гр ассоциирована с тяжёлым течением заболевания. По степени тяжести различают (1) лёгкую, (2) среднетяжёлую и (3) тяжёлую формы хронической лучевой болезни.
Выделяют три стадии заболевания:
1. Период формирования болезни. Основными синдромами хронической лучевой болезни являются кожный (дистрофические изменения кожи, выпадение волос), неврологический, гематологический (апластическая анемия и геморрагические проявления). Характерна гипофункция половых желёз.
2. Восстановительный период.
3. Период отдалённых осложнений и последствий.

Некоторые авторы добавляют к этим стадиям начальную, характеризующуюся функциональными нарушениями головного мозга.
Лёгкая форма протекает с незначительными изменениями костного мозга и других органов, выздоровление обычно наступает через 7-8 недель после прекращения облучения. При форме средней тяжести ведущим является геморрагический синдром (чаще кровоизлияния обнаруживаются на коже живота, груди и внутренней поверхности бёдер), гипопластическая анемия, а также атрофические изменения кожи и слизистых оболочек, особенно носоглотки и верхних дыхательных путей. Заболевание протекает длительно, годами, обострения провоцируют неспецифические факторы (инфекция, переутомление). Полного выздоровления после прекращения облучения обычно не наступает. При тяжёлой форме болезни основное значение имеет костномозговой синдром (апластическая анемия), заболевание отличается неуклонно прогрессирующим течением и завершается смертью в результате геморрагических или инфекционных осложнений.

## Отдалённые последствия облучения
Отдалённые последствия облучения — соматические и стохастические эффекты, проявляющиеся через длительное время (несколько месяцев или лет) после одноразового или в результате хронического облучения.
Включают в себя:
- изменения в половой системе;
- склеротические процессы;
- лучевую катаракту;
- иммунные болезни;
- радиоканцерогенез[англ.];
- сокращение продолжительности жизни;
- генетические и тератогенные эффекты.

Принято различать два типа отдаленных последствий — соматические, развивающиеся у самих облучённых индивидуумов, и генетические — наследственные заболевания, развивающиеся в потомстве облучённых родителей.
К соматическим отдалённым последствиям относят прежде всего сокращение продолжительности жизни, злокачественные новообразования и катаракту. Кроме того, отдалённые последствия облучения отмечают в коже, соединительной ткани, кровеносных сосудах почек и лёгких в виде уплотнений и атрофии облучённых участков, потери эластичности и других морфофункциональных нарушениях, приводящих к фиброзам и склерозу, развивающимся вследствие комплекса процессов, включающих уменьшение числа клеток и дисфункцию фибробластов.
Деление на соматические и генетические последствия весьма условно, так как характер повреждения зависит от того, какие клетки подверглись облучению, т. е. в каких клетках это повреждение возникло — в соматических или зародышевых. В обоих случаях повреждается генетический аппарат, а следовательно, и возникшие повреждения могут наследоваться. В первом случае они наследуются в пределах тканей данного организма, объединяясь в понятие соматического мутагенеза, а во втором — также в виде различных мутаций, но в потомстве облучённых особей.
После действия излучения на организм в зависимости от дозы могут возникнуть детерминированные и стохастические радиобиологические эффекты. В отличие от детерминированных стохастические эффекты, такие как канцерогенез или малигнизация, не имеют чёткого дозового порога проявления. С увеличением дозы облучения возрастает лишь частота проявления этих эффектов. Диагностика лучевой болезни основывается главным образом на данных исследования крови. Из гематологических показателей после облучения наиболее надёжным является резкое уменьшение числа лейкоцитов, особенно лимфоцитов.